# CF Fuenlabrada
Club de Fútbol Fuenlabrada, S.A.D. – hiszpański klub piłkarski, grający w Primera División RFEF, mający siedzibę w mieście Fuenlabrada.

## Sezony
| Sezon   | Liga            | Miejsce | Puchar Króla |
| ------- | --------------- | ------- | ------------ |
| 1975/76 | 3ª Categoría    | 3.      |              |
| 1976/77 | 3ª Categ. Pref. | 2.      |              |
| 1977/78 | 2ª Categoría    | 12.     |              |
| 1978/79 | 2ª Categoría    | 10.     |              |
| 1979/80 | 2ª Categoría    | 4.      |              |
| 1980/81 | 1ª Categoría    | 10.     |              |
| 1981/82 | 1ª Categoría    | 1.      |              |
| 1982/83 | Preferente      | 8.      |              |
| 1983/84 | Preferente      | 4.      |              |
| 1984/85 | Preferente      | 4.      |              |
| 1985/86 | Preferente      | 2.      |              |
| 1986/87 | 3ª              | 18.     |              |
| 1987/88 | 3ª              | 6.      |              |
| 1988/89 | 3ª              | 5.      |              |
| 1989/90 | 3ª              | 2.      |              |
| 1990/91 | 3ª              | 2.      | II runda     |
| 1991/92 | 3ª              | 10.     | II runda     |
| 1992/93 | 3ª              | 1.      |              |
| 1993/94 | 3ª              | 2.      |              |
| 1994/95 | 2ªB             | 16.     | II runda     |
| 1995/96 | 2ªB             | 11.     |              |
| 1996/97 | 2ªB             | 6.      |              |
| 1997/98 | 2ªB             | 9.      |              |

| Sezon   | Liga | Miejsce | Puchar Króla |
| ------- | ---- | ------- | ------------ |
| 1998/99 | 2ªB  | 8.      |              |
| 1999/00 | 2ªB  | 13.     |              |
| 2000/01 | 2ªB  | 16.     |              |
| 2001/02 | 3ª   | 5.      |              |
| 2002/03 | 3ª   | 3.      |              |
| 2003/04 | 2ªB  | 9.      |              |
| 2004/05 | 2ªB  | 16.     |              |
| 2005/06 | 2ªB  | 6.      |              |
| 2006/07 | 2ªB  | 10.     | II runda     |
| 2007/08 | 2ªB  | 18.     |              |
| 2008/09 | 3ª   | 10.     |              |
| 2009/10 | 3ª   | 5.      |              |
| 2010/11 | 3ª   | 8.      |              |
| 2011/12 | 3ª   | 1.      | 1/32         |
| 2012/13 | 2ªB  | 6.      | I runda      |
| 2013/14 | 2ªB  | 6.      | II runda     |
| 2014/15 | 2ªB  | 12.     | II runda     |
| 2015/16 | 2ªB  | 11.     |              |
| 2016/17 | 2ªB  | 3.      |              |
| 2017/18 | 2ªB  | 3.      | 1/32         |
| 2018/19 | 2ªB  | 1.      | II runda     |
| 2019/20 | 2ª   | 8.      | II runda     |
| 2020/21 | 2ª   | 11.     | 1/32         |

- 2 sezony w Segunda División
- 19 sezonów w Segunda División B
- 14 sezony w Tercera División
- 11 sezonów w niższych ligach

## Obecny skład
Stan na 29 czerwca 2021
| Nr | Poz. | Piłkarz                                        |
| -- | ---- | ---------------------------------------------- |
| 1  | BR   | Pol Freixanet                                  |
| 2  | OB   | Pol Valentín                                   |
| 3  | OB   | Antonio Glauder                                |
| 4  | OB   | Alejandro Sotillos                             |
| 5  | OB   | Juanma Marrero (kapitan)                       |
| 6  | NA   | Iban Salvador                                  |
| 7  | NA   | Álex Mula                                      |
| 8  | PO   | Cristóbal Márquez                              |
| 9  | NA   | Sekou Gassama (wypożyczony z Realu Valladolid) |
| 10 | PO   | Randy Nteka                                    |
| 11 | NA   | Aboubakary Kanté                               |
| 13 | BR   | Dragan Rosić (wypożyczony z UD Almería)        |

| Nr | Poz. | Piłkarz                                        |
| -- | ---- | ---------------------------------------------- |
| 14 | NA   | Pinchi (wypożyczony z Extremadura UD)          |
| 15 | OB   | Rubén Pulido                                   |
| 17 | OB   | Adrián Diéguez                                 |
| 18 | NA   | Franchu (wypożyczony z Realu Madryt)           |
| 19 | OB   | Mikel Iribas                                   |
| 20 | PO   | Aldair Fuentes                                 |
| 21 | PO   | Álvaro Aguado (wypożyczony z Realu Valladolid) |
| 22 | PO   | Pathé Ciss                                     |
| 23 | PO   | Jano                                           |
| 24 | PO   | Javier Espinosa                                |
| 28 | NA   | Borja Garcés (wypożyczony z Atlético Madryt)   |
| 31 | BR   | Javier Belman                                  |

### Piłkarze na wypożyczeniu
| Nr | Poz. | Piłkarz                                                      |
| -- | ---- | ------------------------------------------------------------ |
|    | OB   | Paco Puertas (w SFK Etyr Wielkie Tyrnowo do 30 czerwca 2021) |